# Andrew Kennedy
Andrew Fitzgarfield Kennedy (Kingston, 22 dicembre 1965) è un ex cestista giamaicano, professionista in Spagna, Israele e Francia.

## Carriera
Venne selezionato dai Philadelphia 76ers al secondo giro del Draft NBA 1987 (43ª scelta assoluta).

## Palmarès

### Squadra
- Campionato israeliano: 1

Hapoel Galil Elyon: 1992-93
- Coppa di Israele: 1

Hapoel Galil Elyon: 1991-92

### Individuale
- All-CBA Second Team (1989)
- Ligat ha'Al MVP: 1

Hapoel Galil Elyon: 1995-96